# Noorderhaaks

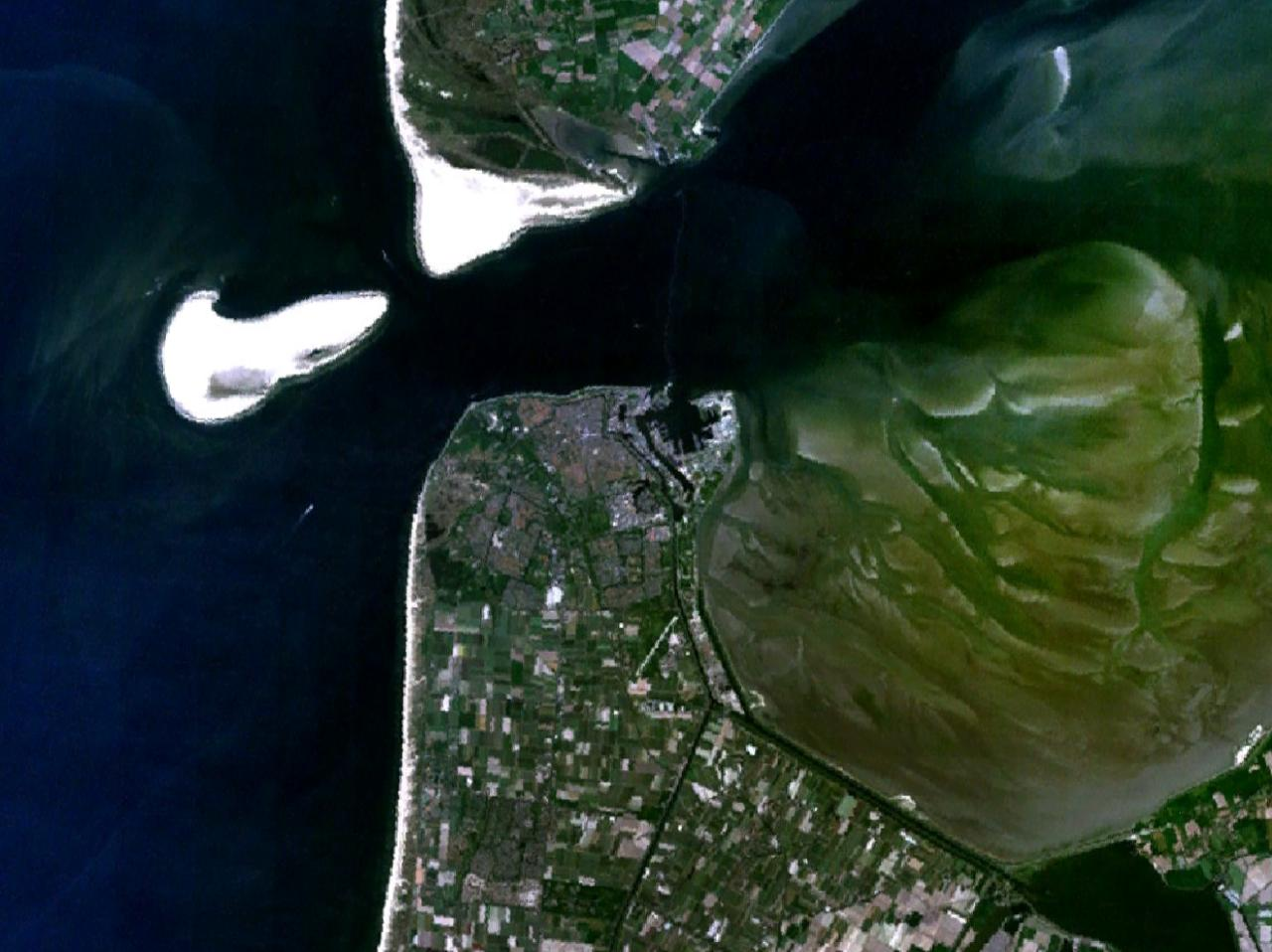
Noorderhaaks se trouve à gauche sur la photo aérienne

Noorderhaaks est un banc de sable inhabité dans la mer du Nord, à l'extrémité ouest de la mer des Wadden. Il se trouve à l'ouest du Marsdiep, détroit qui sépare l'île de Texel de la péninsule de la Hollande-Septentrionale, près du Helder. Administrativement, Noorderhaaks est rattaché à la commune de Texel.

## Création géologique
Le banc de sable, d'environ 4 km², a été créé par le va-et-vient des marées de la mer du Nord. Il se déplace vers l'est d'environ 100 mètres par an. La transformation du banc de sable en île est en cours.
L'altitude du Noorderhaaks fluctue entre 1,3 et 1,6 m au-dessus du NAP, suivant les vents et les tempêtes, parfois le banc est entièrement noyé.
Dans le passé, des bancs de sable de ce type se sont créés, par exemple l'un d'eux a agrandi l'île de Texel à la fin du XIXe siècle. Cependant, on peut se demander si Noorderhaaks va perdurer car les bancs de sable sont très instables, peuvent disparaître et se reformer plus loin.

## Occupation
Zone naturelle préservée, Noorderhaaks est inhabité et constitue un endroit privilégié pour les oiseaux de mer et les phoques. Toutefois, Noorderhaaks sert aussi comme terrain d'exercice pour la base militaire du Helder et ses plages sont ouvertes aux touristes.

## Source
- (nl) Cet article est partiellement ou en totalité issu de l’article de Wikipédia en néerlandais intitulé « Noorderhaaks » (voir la liste des auteurs).